# Jing Boran
Jing Boran (transliterado del chino: 井柏然, pinyin: Jǐng Bórán) es un actor y cantante chino.

## Biografía
Estudió en el "Foreign Service School" en Shenyang.
Es buen amigo de la actriz Zheng Shuang.
En marzo del 2016 comenzó a salir con la actriz china Ni Ni, sin embargo la relación terminó en mayo del 2018.

## Carrera

### Televisión y cine
El 15 de febrero del 2015 se unió al elenco principal de la serie Love Weaves Through a Millennium donde interpretó a Gong Ming, un funcionario imperial que accidentalmente viaja 2,000 años de la antigua China al futuro y que termina enamorándose de la actriz Lin Xiangxiang (Zheng Shuang), hasta el final de la serie el 23 de marzo del mismo año. La serie es la versión china de la serie surcoreana "Queen In-hyun's Man" protagonizada por los actores Ji Hyun-woo y Yoo In-na en el 2012.
El 1 de octubre del 2018 apareció como invitado en el programa Happy Camp junto a Deng Lun.
En el 2020 se unirá al elenco principal de la serie Records of the Southern Mist House donde dará vida a Ye Shen, un joven patriota que también parece tener algún tipo de poder sobrenatural.
En el 2021 se unirá al elenco principal de la serie The Psychologist (女心理师) donde dará vida a Qian Kaiyi.

### Música
Se hizo famoso después de ganar por primera vez en 2007, un concurso de canto en el programa "My Hero", junto con el ganador del tercer lugar: Fu Xinbo, formó una banda musical llamada BoBo. Desde entonces, los dos lanzaron su primer y único álbum.
Escribió la letra del sencillo "The Little Me" de su primer álbum en solitario.

### Modelaje
En septiembre de 2019 modeló para Uniqlo AW19 collection.

## Filmografía

### Series de televisión
| Año             | Título                                    | Personaje      | Notas                           |
| --------------- | ----------------------------------------- | -------------- | ------------------------------- |
| 2021 - presente | The Society of Four Leaves (Zhang Gongan) | Lan Jue        | [ 8 ]                           |
| 2021 - presente | Records of the Southern Mist House        | Ye Shen        |                                 |
| 2021 - presente | The Psychologist                          | Qian Kaiyi     |                                 |
| 2021            | Faith Makes Great                         | Qi Jianhua     | historia: "Xiu Cai Yu Dao Bing" |
| 2015            | Love Weaves Through a Millennium          | Gong Ming      | 24 episodios                    |
| 2013            | New Editor Department's Story             | He Cheche      |                                 |
| 2011            | 33 Story Halls                            | Zhang Chengyou |                                 |
| 2009            | Girl Rushes Forward                       | Jing Xiaoqiao  |                                 |
| 2009            | Youth Forward Time                        | Jing Bao       |                                 |

### Películas
| Año  | Título                         | Personaje      | Notas                                                                                     |
| ---- | ------------------------------ | -------------- | ----------------------------------------------------------------------------------------- |
| 2019 | Spirited Away                  | Haku (voz)     | junto a Peng Yu-chang y Zhou Dongyu                                                       |
| 2019 | The Climbers                   | Li Guoliang    | junto a Wu Jing, Zhang Ziyi, Hu Ge y Zhang Yi                                             |
| 2019 | Big Shots                      | Narcisista     | (corto de GQ China)                                                                       |
| 2018 | The Shadow Play                | Yang Jiadong   | junto a Ma Sichun, Qin Hao, Song Jia y Michelle Chen                                      |
| 2018 | Us and Them                    | Lin Jianqing   | junto a Zhou Dongyu y Tian Zhuangzhuang                                                   |
| 2018 | The Faces of My Gene           | Lei            | (cameo)                                                                                   |
| 2018 | Monster Hunt 2                 | Song Tianyin   |                                                                                           |
| 2016 | Love O2O                       | Xiao Nai       | junto a Angelababy, Bai Yu, Tan Songyun, Cheng Yi, Wu Qian y Li Qin                       |
| 2016 | Time Raiders                   | Zhang Qiling   | junto a Luhan, Wang Jingchun, Mallika Sherawat y Ma Sichun                                |
| 2015 | A Tale of Three Cities         | Shou Maihua    |                                                                                           |
| 2015 | Monster Hunt                   | Song Tianyin   |                                                                                           |
| 2015 | Lost and Love                  | Zeng Shuai     |                                                                                           |
| 2015 | Bride Wars                     | Presentador    | junto a Ni Ni, Angelababy, Zhu Yawen, Huang Xiaoming, Feng Shaofeng, He Jiong y Chen Xiao |
| 2014 | Rise of the Legend             | Che Huo        | junto a Eddie Peng, Sammo Hung, Qin Junjie, Wang Luodan, Gao Taiyu y Zhang Jin            |
| 2013 | Up in the Wind                 | Wang Can       |                                                                                           |
| 2012 | The Guillotines                | Hou Jia Shisan |                                                                                           |
| 2012 | The Bullet Vanishes            | Xiao Wu        |                                                                                           |
| 2012 | Shadows of Love                | Bi Da          |                                                                                           |
| 2011 | Love in Space                  | Wen Feng       |                                                                                           |
| 2011 | The Founding of a Party        | Xie Zhaomin    |                                                                                           |
| 2010 | Hot Summer Days                | Xiao Fang      |                                                                                           |
| 2008 | The Equation of Love and Death | -              |                                                                                           |

### Apariciones en programas
| Año                             | Programa                              | Notas                   |
| ------------------------------- | ------------------------------------- | ----------------------- |
| 2020                            | Go Fridge                             | invitado                |
| 2019                            | Who's The Murderer: Season 5          | miembro                 |
| 2008-2009, 2012-2015, 2017-2019 | Happy Camp                            | 13 episodios - invitado |
| 2016, 2018                      | Ace vs Ace                            | (ep. #4) - invitado     |
| 2018                            | I Actor (演员的品格)                  | mentor                  |
| 2015, 2017                      | Divas Hit the Road                    | 23 episodios - miembro  |
| 2016                            | Fighting Man (我们战斗吧)             | 12 episodios - miembro  |
| 2015                            | Chef Nic (十二道锋味)                 | junto a Qin Hailu       |
| 2015                            | Tonight 80's Talk Show (今晚80脱口秀) |                         |
| 2015                            | The Jin Xing Show (金星秀)            |                         |
| 2015                            | Keep Running                          | episodio #2.10          |

## Discografía

### Álbumes
| Año  | Título                            | Notas                      |
| ---- | --------------------------------- | -------------------------- |
| 2011 | "Jing Boran" (井柏然首张同名专辑) | -                          |
| 2010 | "Warm Hands" (暖暖手)             | colaboración con Guo Biyao |

### Singles
| Año  | Canción                                       | Álbum                                     | Notas                |
| ---- | --------------------------------------------- | ----------------------------------------- | -------------------- |
| 2017 | "Beauty and the Beast" (美女与野兽)           | OST de "Beauty and the Beast"             | junto a Hebe Tien    |
| 2016 | "The Initial Dream" (最初的梦想)              | OST de "Love O2O"                         |                      |
| 2015 | "Can't Forget" (不能忘)                       | OST de "Love Weaves Through a Millennium" | junto a Zheng Shuang |
| 2015 | "Where Will You Be Tomorow" (明天你會在哪)    | OST de "Monster Hunt"                     | junto a Bai Baihe    |
| 2014 | "Another Side of the City" (你飞到城市另一边) | OST de "Up in the Wind"                   |                      |
| 2012 | "No Valentine's Day" (不过情人节)             | -                                         |                      |
| 2010 | "Hot Summer Days" (全城热恋)                  | OST de "Hot Summer Days"                  |                      |
| 2009 | "Jiayou Angel" (天使加油)                     | -                                         |                      |
| 2009 | "Be Happier" (快乐多一些)                     | OST de "Youth Rushes Forward"             |                      |
| 2009 | "Homework" (回家作业)                         | OST de "Youth Rushes Forward"             |                      |

## Embajador
En el 2015 se convirtió en embajador juvenil de los Premios al Emprendedor de la Creatividad Juvenil, establecido por el Programa de las Naciones Unidas para los Asentamientos Humanos.
| Año             | Programa                            | Notas                    |
| --------------- | ----------------------------------- | ------------------------ |
| 2018 - presente | Nikon in China                      | junto a Dilraba Dilmurat |
| 2015            | Youth Creativity Entrepreneur Award | Embajador Juvenil        |

## Apoyo a beneficencia
En el 2019 junto a Deng Lun participó en el décimo aniversario de GQ China modelando las camisas diseñadas por ellos mismos para caridad.

## Premios y nominaciones
| Año  | Categoría                        | Premio                                | Trabajo               | Resultado |
| ---- | -------------------------------- | ------------------------------------- | --------------------- | --------- |
| 2020 | Best Supporting Actor            | 35th Hundred Flowers Award            | The Climbers          | pendiente |
| 2020 | Weibo God                        | Weibo Awards Ceremony                 | -                     | Ganó      |
| 2019 | Most Popular Actor               | 16th Esquire Man At His Best Award    | -                     | Ganó      |
| 2019 | Person of The Year (Dream)       | Cosmo Glam Night                      | -                     | Ganó      |
| 2019 | Goodwill Ambassador              | GQ 2019 Men of the Year               | -                     | Ganó      |
| 2016 | Best Actor                       | Hundred Flowers Award                 | Monster Hunt          | Nominado  |
| 2016 | Best Supporting Actor            | Changchun Film Festival               | Lost and Love         | Ganó      |
| 2015 | Best Supporting Actor            | Golden Rooster Award                  | Lost and Love         | Nominado  |
| 2015 | Most Anticipated Actor           | Chinese Film Media Award              | -                     | Nominado  |
| 2012 | Best New Artist (Silver)         | Global Chinese Golden Chart Award     | Jing Boran            | Ganó      |
| 2012 | Best New Artist (Mainland China) | Music Radio China Top Chart Award     | -                     | Ganó      |
| 2011 | Most Popular Duet                | 9+2 Music Pioneer Award               | "Warm Hands"          | Ganó      |
| 2011 | Top 10 Songs of the Year         | 9+2 Music Pioneer Award               | "Where Did Love Drop" | Ganó      |
| 2011 | Best New Artist (Mainland China) | 9+2 Music Pioneer Award               | -                     | Ganó      |
| 2011 | Best New Actor                   | Hong Kong Film Award                  | Hot Summer Days       | Nominado  |
| 2010 | Best New Actor                   | Beijing College Student Film Festival | Hot Summer Days       | Ganó      |